# Frankrikes Grand Prix 2001
Frankrikes Grand Prix 2001 var det tionde av 17 lopp ingående i formel 1-VM 2001.

## Resultat
1. Michael Schumacher, Ferrari, 10 poäng
2. Ralf Schumacher, Williams-BMW, 6
3. Rubens Barrichello, Ferrari, 4
4. David Coulthard, McLaren-Mercedes, 3
5. Jarno Trulli, Jordan-Honda, 2
6. Nick Heidfeld, Sauber-Petronas, 1
7. Kimi Räikkönen, Sauber-Petronas
8. Heinz-Harald Frentzen, Jordan-Honda
9. Olivier Panis, BAR-Honda
10. Luciano Burti, Prost-Acer
11. Giancarlo Fisichella, Benetton-Renault
12. Jean Alesi, Prost-Acer
13. Jos Verstappen, Arrows-Asiatech
14. Pedro de la Rosa, Jaguar-Cosworth
15. Tarso Marques, Minardi-European
16. Jenson Button, Benetton-Renault (varv 68, bränsletryck)
17. Fernando Alonso, Minardi-European (65, motor)

### Förare som bröt loppet
- Eddie Irvine, Jaguar-Cosworth (varv 54, motor)
- Juan Pablo Montoya, Williams-BMW (52, motor)
- Enrique Bernoldi, Arrows-Asiatech (17, motor)
- Jacques Villeneuve, BAR-Honda (5, motor)

### Förare som ej startade
- Mika Häkkinen, McLaren-Mercedes (växellåda)

## VM-ställning
| Förarmästerskapet 1. Michael Schumacher, Ferrari, 78 2. David Coulthard, McLaren-Mercedes, 47 3. Ralf Schumacher, Williams-BMW, 31 | Konstruktörsmästerskapet 1. Ferrari, 108 2. McLaren-Mercedes, 56 3. Williams-BMW, 43 |